# Lubochnia
Lubochnia è un comune rurale polacco del distretto di Tomaszów Mazowiecki, nel voivodato di Łódź.
Ricopre una superficie di 131,55 km² e nel 2004 contava 7 566 abitanti.